# 金沢医科大学の人物一覧
金沢医科大学の人物一覧（かなざわいかだいがくのじんぶついちらん）は、金沢医科大学に関係する人物の一覧記事。

## OB・OG

### その他
- 村上智彦 - 夕張医療センター代表